# Bataille de Vitichi
Rébellion du général Velasco contre le gouvernement du général Ballivián (1847)
La bataille de Vitichi est livrée le 7 novembre 1847 en Bolivie pendant la rébellion du général José Miguel de Velasco contre le gouvernement du général José Ballivián. Ce dernier remporte la victoire mais moins d'un an après le général Manuel Isidoro Belzu se soulève à son tour et Ballivián préfère se retirer plutôt que d'affronter une nouvelle guerre civile.
José Miguel de Velasco devient alors président de la république et Belzu ministre de la guerre, mais les deux hommes ne s'entendent pas. Belzu rejoint les adversaires de Velasco, le bat à Yamparáez en octobre 1848 et s'empare à son tour du pouvoir.
Le général Bartolomé Mitre, futur président de l'Argentine, participa à la bataille de Vitichi dans les rangs des partisans de Ballivián.

## Sources
- (en) Robert L. Scheina, Latin America's wars, vol. 1 : The age of the Caudillo, 1791-1899, Washington, D.C, Brassey's, Inc, 2003, 624 p. (ISBN 978-1-574-88450-0 et 978-1-574-88449-4)